# Olmsted (Illinois)
Olmsted es una villa ubicada en el condado de Pulaski en el estado estadounidense de Illinois. En el Censo de 2010 tenía una población de 333 habitantes y una densidad poblacional de 36,76 personas por km².

## Geografía
Olmsted se encuentra ubicada en las coordenadas 37°10′57″N 89°5′2″O / 37.18250, -89.08389. Según la Oficina del Censo de los Estados Unidos, Olmsted tiene una superficie total de 9.06 km², de la cual 8.73 km² corresponden a tierra firme y (3.6%) 0.33 km² es agua.

## Demografía
Según el censo de 2010, había 333 personas residiendo en Olmsted. La densidad de población era de 36,76 hab./km². De los 333 habitantes, Olmsted estaba compuesto por el 83.48% blancos, el 14.71% eran afroamericanos, el 0.3% eran amerindios, el 0% eran asiáticos, el 0% eran isleños del Pacífico, el 0% eran de otras razas y el 1.5% pertenecían a dos o más razas. Del total de la población el 2.1% eran hispanos o latinos de cualquier raza.